# Deflorate
Deflorate är det fjärde studioalbumet av det amerikanska death metal-bandet The Black Dahlia Murder, utgivet 2009 av skivbolaget Metal Blade Records.

## Låtlista
1. "Black Valor" – 3:09
2. "Necropolis" – 3:30
3. "A Selection Unnatural" – 2:50
4. "Denounced, Disgraced" – 3:43
5. "Christ Deformed" – 3:30
6. "Death Panorama" – 1:54
7. "Throne of Lunacy" – 3:34
8. "Eyes of Thousand" – 3:13
9. "That Which Erodes the Most Tender of Things" – 3:01
10. "I Will Return" – 5:34

- Text och musik: Trevor Strnad/Brian Eschbach

## Medverkande
Musiker (The Black Dahlia Murder-medlemmar)
- Trevor Strnad – sång
- Ryan Knight – gitarr
- Brian Eschbach – gitarr
- Bart Williams – basgitarr
- Shannon Lucas – trummor

Bidragande musiker
- Jason Suecof – sologitarr

Produktion
- The Black Dahlia Murder – producent
- Jason Suecof – producent, ljudtekniker, ljudmix
- Brian Slagel – producent
- Mark Lewis – producent, ljudtekniker
- Alan Douches – mastering
- Mark Riddick – omslagsdesign
- Tony Koehl – omslagskonst